# Aramis Álvarez Pedraza
Aramis Álvarez Pedraza (ur. 27 lipca 1988 w Santa Clara w prowincji Villa Clara) – kubański szachista, arcymistrz od 2010 roku.

## Kariera szachowa
Do ukończenia 20. roku życia nie osiągnął międzynarodowych sukcesów. W 2008 r. zwyciężył w otwartym turnieju w Oviedo (wypełniając pierwszą normę na tytuł arcymistrza) i w Avilés oraz podzielił I m. (wspólnie z Aryamem Abreu Delgado) w otwartym turnieju memoriału José Raúla Capablanki w Hawanie. W 2009 r. podzielił III m. (za Salvadorem Gabrielem Del Río Angelisem i Mihai Șubą, wspólnie z m.in. Alexisem Cabrerą i Aimenem Rizoukiem) w La Rodzie (druga norma arcymistrzowska) oraz podzielił III m. (za Azerem Mirzojewem i Isanem Reynaldo Ortizem Suarezem, wspólnie z Manuelem Rivasem Pastorem i Olegiem Korniejewem) w Albacete, natomiast w 2010 r. zwyciężył w San Sebastián, wypełniając trzecią arcymistrzowską normę.
Najwyższy ranking w dotychczasowej karierze osiągnął 1 listopada 2011 r., z wynikiem 2565 punktów zajmował wówczas 5. miejsce wśród kubańskich szachistów.